# A cappella
a cappella (italiensk), egentlig "i kapelstil", "i kirkestil", betegner flerstemmig sang uden instrumentalledsagelse.
Ordet cappella betegner oprindelig et særligt afgrænset rum i en kirke, dernæst særlig det rum, hvor sangkoret var opstillet, og endelig selve sangkoret.
a cappella bruges også undertiden i samme betydning som alla breve.
a cappella opnåede en fornyet popularitet i begyndelsen af 1900-tallet i USA med fremkomsten af musikgrupper i Barbershop-traditionen, hvor 4 mænd sang a cappella.

## Danske a cappella-grupper/kor
- Voicebox
- Sing it!
- Basix
- SONO
- Vox 11
- Naura
- Vocal Line
- Vocaloca
- Local Vocal
- NABLA